# Olympische Sommerspiele 2024/Gewichtheben – Leichtgewicht (Männer)
Das Gewichtheben der Männer in der Klasse bis 73 kg (Leichtgewicht) bei den Olympischen Sommerspielen 2024 in Paris fand am 8. August 2024 in der Arena Paris Sud 6 statt. Rizki Juniansyah aus Indonesien gewann mit einer Zweikampfleistung von 354 kg die Goldmedaille.

## Titelträger
| Olympische Spiele 2020         | Shi Zhiyong           | 364 kg | Tokio     |
| Weltmeisterschaften 2023       | Weeraphon Wichuma     | 349 kg | Riad      |
| Afrikameisterschaften 2024     | Karem Ben Hnia        | 320 kg | Ismailia  |
| Panamerikameisterschaften 2024 | Luis Javier Mosquera  | 337 kg | Caracas   |
| Asienmeisterschaften 2024      | Rahmat Erwin Abdullah | 363 kg | Taschkent |
| Europameisterschaften 2024     | Boschidar Andreew     | 348 kg | Sofia     |
| Ozeanienmeisterschaften 2024   | John Tafi             | 300 kg | Auckland  |

## Rekorde

### Bestehende Rekorde
Vor Beginn der Olympischen Spiele waren folgende Rekorde gültig:
| Weltrekord         | Reißen    | Shi Zhiyong           | 169 kg | Taschkent | 20. April 2021  |
| Weltrekord         | Stoßen    | Rahmat Erwin Abdullah | 204 kg | Taschkent | 6. Februar 2024 |
| Weltrekord         | Zweikampf | Rizki Juniansyah      | 365 kg | Phuket    | 4. April 2024   |
|                    |           |                       |        |           |                 |
| Olympischer Rekord | Reißen    | Shi Zhiyong           | 166 kg | Tokio     | 28. Juli 2021   |
| Olympischer Rekord | Stoßen    | Shi Zhiyong           | 198 kg | Tokio     | 28. Juli 2021   |
| Olympischer Rekord | Zweikampf | Shi Zhiyong           | 364 kg | Tokio     | 28. Juli 2021   |

### Neue Rekorde
| Junioren-Weltrekord | Stoßen | Weeraphon Wichuma | 198 kg | Paris | 8. August 2024 |
| Olympischer Rekord  | Stoßen | Rizki Juniansyah  | 199 kg | Paris | 8. August 2024 |

## Qualifikation
Die zehn höchstplatzierten Athleten der Qualifikationsrangliste erhielten einen Quotenplatz. Dabei war nur ein Athlet pro Land zu berücksichtigen. Pro Geschlecht durften jedoch nur maximal drei Sportler eines NOKs über drei Gewichtsklassen verteilt eingesetzt werden. Zudem war ein Quotenplatz für denjenigen kontinentalen Verband vorgesehen, dessen Athleten sich nicht über die Qualifikationsrangliste einen Startplatz sichern konnten. Dabei erhielt der höchstplatzierte teilnahmeberechtigte Athlet dieses kontinentalen Verbandes den Quotenplatz. Um teilnahmeberechtigt zu sein, mussten die Athleten an den Weltmeisterschaften 2023, dem IWF World Cup 2024 und an mindestens drei weiteren Qualifikationsturnieren teilnehmen.

## Endergebnis
| Rang | Athlet                 | Nation              | Kgw. | Reißen (kg) | Reißen (kg) | Reißen (kg) | Reißen (kg) | Stoßen (kg) | Stoßen (kg) | Stoßen (kg) | Stoßen (kg) | Zweikampf |
| Rang | Athlet                 | Nation              | Kgw. | 1           | 2           | 3           | Gesamt      | 1           | 2           | 3           | Gesamt      | Zweikampf |
| ---- | ---------------------- | ------------------- | ---- | ----------- | ----------- | ----------- | ----------- | ----------- | ----------- | ----------- | ----------- | --------- |
| 1    | Rizki Juniansyah       | Indonesien          |      | 155         | 155         | 162         | 155         | 191         | 199         | —           | 199         | 354       |
| 2    | Weeraphon Wichuma      | Thailand            |      | 148         | 152         | 152         | 148         | 190         | 194         | 198         | 198         | 346       |
| 3    | Boschidar Andreew      | Bulgarien           |      | 148         | 152         | 154         | 154         | 183         | 187         | 190         | 190         | 344       |
| 4    | Muhammed Furkan Özbek  | Türkei              |      | 150         | 153         | 155         | 150         | 189         | 191         | 191         | 191         | 341       |
| 5    | Luis Javier Mosquera   | Kolumbien           |      | 150         | 150         | 155         | 155         | 185         | 185         | 189         | 185         | 340       |
| 6    | Masanori Miyamoto      | Japan               |      | 147         | 151         | 155         | 151         | 187         | 187         | 193         | 187         | 338       |
| 7    | Bak Joo-hyo            | Südkorea            |      | 146         | 147         | 150         | 147         | 186         | 187         | 196         | 187         | 334       |
| 8    | Karem Ben Hnia         | Tunesien            |      | 145         | 145         | 149         | 149         | 181         | 186         | 187         | 181         | 330       |
| 9    | Bernardin Kingue Matam | Frankreich          |      | 138         | 142         | 145         | 145         | 175         | 175         | 180         | 175         | 320       |
| —    | Shi Zhiyong            | Volksrepublik China |      | 161         | 165         | 168         | 165         | 191         | 191         | 191         | —           | DNF       |
| —    | Julio Mayora           | Venezuela           |      | 152         | 156         | 156         | 152         | 188         | 188         | 192         | —           | DNF       |
| —    | Ritvars Suharevs       | Lettland            |      | 147         | 147         | —           | —           | —           | —           | —           | —           | DNF       |